# Lissodendoryx nobilis
Lissodendoryx nobilis är en svampdjursart som först beskrevs av Ridley och Arthur Dendy 1886.  Lissodendoryx nobilis ingår i släktet Lissodendoryx och familjen Coelosphaeridae.
Artens utbredningsområde är havet kring Crozetön. Inga underarter finns listade i Catalogue of Life.